# Francis Meunier
Pour les articles homonymes, voir Meunier.
 (juillet 2019).
Francis Meunier est un peintre surréaliste français, né à Cordes-sur-Ciel le 4 novembre 1924 et mort à Albi le 3 avril 1995.

## Biographie
Francis Meunier rencontre Hans Bellmer à Castres et Tristan Tzara à Toulouse en 1945. Il devient aussitôt un membre écouté du groupe surréaliste, un ami privilégié d'André Breton et de Max Ernst. En 1947, sa toile L'Amour de la Liberté est présentée à l'Exposition internationale surréaliste à la galerie Maeght à Paris. En 1948, il est des onze jeunes surréalistes de l'exposition COMME à la galerie Jean Bart à Paris, supervisée par Maurice Baskine. Dans les années 1960, il garde des relations privilégiées avec Max Ernst, Pierre Demarne et Jacques Hérold.
Spécialiste de la technique du fumage, il s'inspire essentiellement de son ami Max Ernst, mais aussi de la brillante verve picturale de Wolfgang Paalen. Il participe à des expositions de prestige, jusqu'au milieu des années 1990, comme certaines expositions organisées au Québec par ACTUAL, et par le mouvement Phases. Outre ses grandes huiles et ses fumages, Francis Meunier est l'auteur de dessins noirs qui incantent le monde dans une vision personnelle et intériorisée.
Homme cultivé, poète à ses heures, archéologue amateur, ses œuvres les plus connues : La Métamorphose du Totem et L'Amour de la Liberté sont conservées au musée d'Art moderne et contemporain de Cordes-sur-Ciel. Dans la même ville, d'autres œuvres sont conservées à la Maison des Surréalistes.